# 2014年ソチオリンピックのギリシャ選手団
2014年ソチオリンピックのギリシャ選手団（2014ねんソチオリンピックのギリシャせんしゅだん）は、2014年2月7日から23日までロシアのソチで開催された2014年ソチオリンピックのギリシャ選手団、およびその競技結果。

## 選手団
- 人員: 選手 7人
- 開会式旗手: パナジオタ・ツァキリ

## アルペンスキー
- コスタス・シカラス

男子大回転 (52位、3:02.33)
男子回転 (35位、2:04.08)
男子スーパー大回転 (51位、1:26.32)
- マッシミリアノ・ヴァルカレッジ

男子大回転 (54位、3:04.36)
男子回転 (37位、2:05.72)
男子スーパー大回転 (失格)
- ソフィア・ラリ

女子大回転 (58位、3:06.47)
女子回転 (38位、2:06.77)

## クロスカントリースキー
- アポストロス・アンゲリス

男子スプリント (予選敗退、74位、4:01.87)
- パナジオタ・ツァキリ

女子スプリント (予選敗退、64位、3:02.75)

## スケルトン
- アレクサンドロス・ケファラス

男子個人 (23位、2:54.75)

## スキージャンプ
- ニコ・ポリクロニディス

男子ノーマルヒル (予選敗退 48位、85.0)
男子ラージヒル (予選敗退、47位、74.7)